# Coluvión

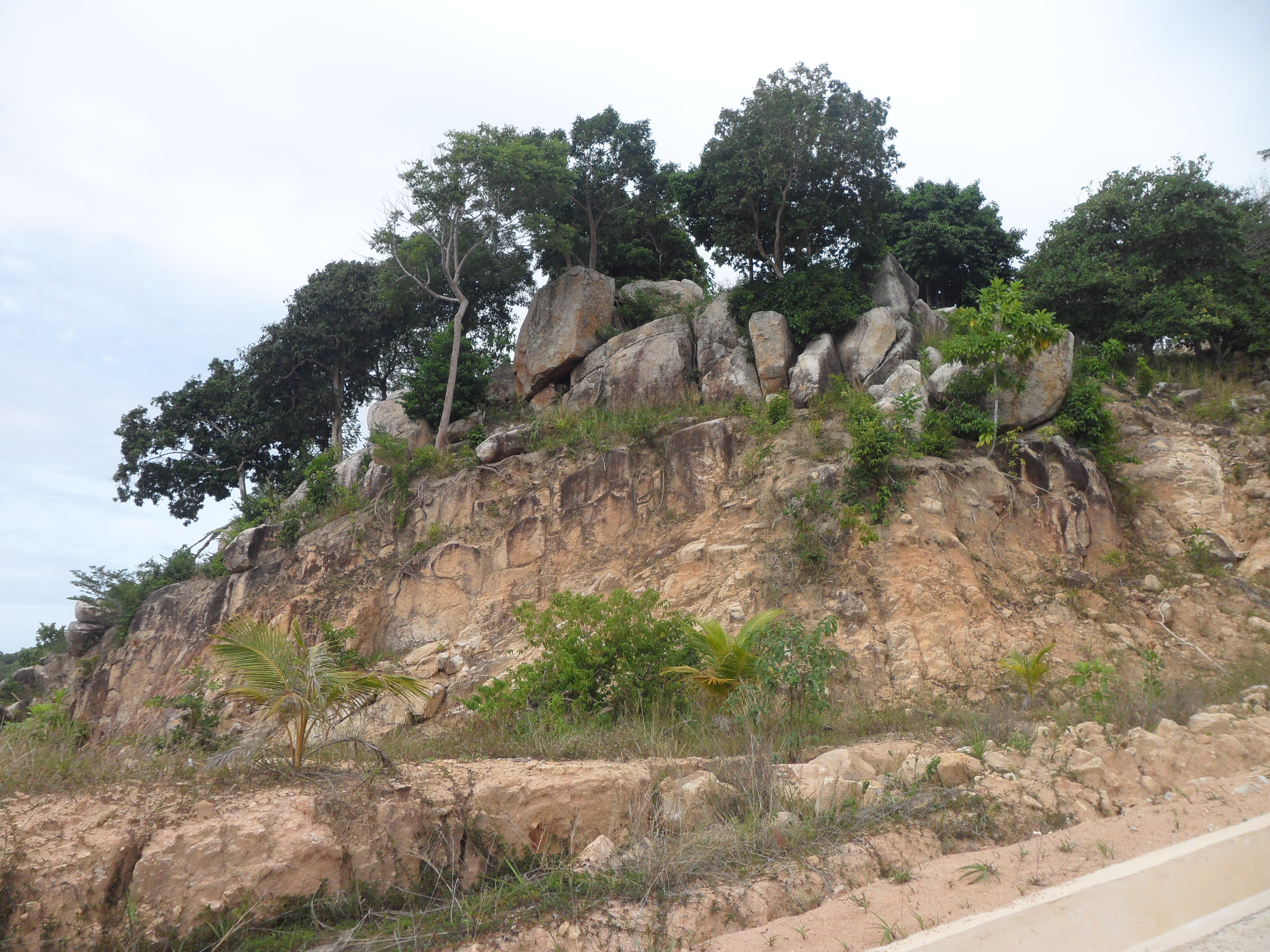
Erosión en la isla de Koh Tao

Un coluvión es un aluvión constituido por los granos más finos del limo y de la arena, transportados a corta distancia por la arroyada difusa.
La formación de coluviones (o coluvionamiento) es característica de los terrenos llanos de vegetación abierta, como las sabanas y los campos de cultivo. Los coluviones van llenando progresivamente las cavidades, allanando esos terrenos. Por el contrario, la arroyada que baja de las vertientes excava al pie de éstas una depresión característica, al arrastrar las partículas finas del suelo para abandonarlas en otra parte.
El coluvionamiento antrópico (es decir, provocado por el ser humano) se debe sobre todo a las labores agrícolas. En particular, tiende a nivelar los campos que forman pendiente, ya que el agua, que discurre por gravedad, se carga de las partículas en la zona superior y las abandona en la inferior.